# Perni
Perni (títol original en noruec, Pørni) és una sèrie de comèdia dramàtica noruega emesa entre 2021 i 2025. La sèrie tracta sobre la mare de dos filles, Pernille "Perni" Middelthon, que fa malabars amb la feina com treballadora social, la criança, el festeig i l'enyorança de la seva germana difunta. La sèrie va ser creada per Henriette Steenstrup i ella interpreta el paper principal. Monster Media va produir la sèrie. S'ha doblat i subtitulat al català.
La sèrie va rebre molt bones crítiques a l'estrena, i és la sèrie noruega més vista del servei en línia Viaplay en 24 hores. La sèrie també va establir un rècord de vendes per al servei de reproducció en línia. Cada temporada té 6 capítols de al voltant de 30 minuts cadascun. La primera temporada es va estrenar a Viaplay el 2 de maig de 2021. La segona temporada de la sèrie es va estrenar el 27 de febrer de 2022. La tercera temporada es va estrenar al desembre del 2022. Al març del 2024 la sèrie va ser comprada per Netflix, estrenant-se la quarta temporada a l'agost d'eixe any. La cinquena i última temporada es va estrenar en maig del 2025.